# Palazzo della Gherardesca
Le Palazzo della Gherardesca est situé au 99 de la rue Borgo Pinti à Florence, avec des entrées au jardin également depuis la piazzale Donatello 9, 10, 11, 12 et 13. Celui-ci est l’œuvre de l’architecte, sculpteur et ingénieur militaire florentin Giuliano da Sangallo.

## Histoire

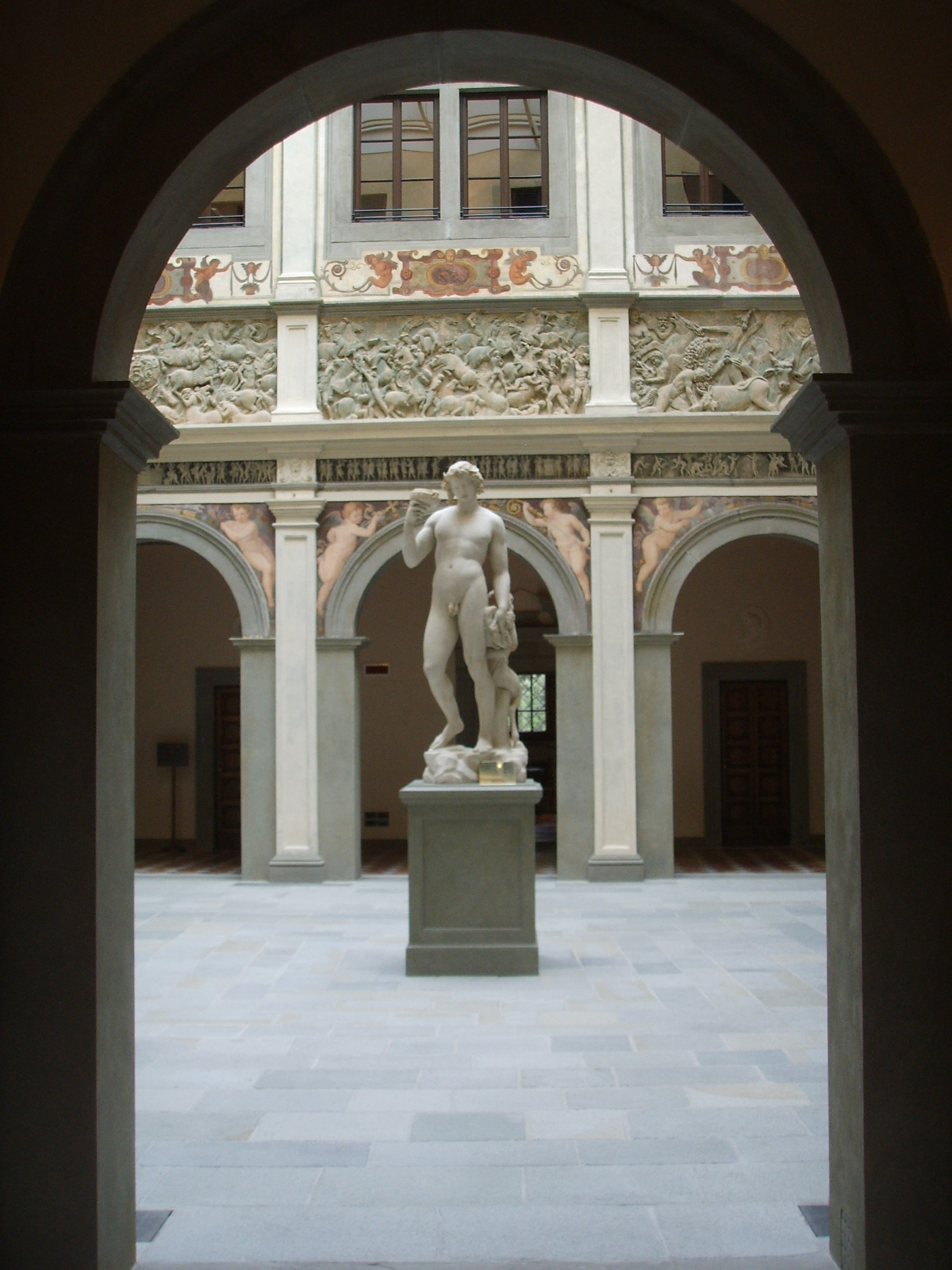
Cour du palais

Le palais fut construit en très peu de temps sur un terrain appartenant à l'hôpital des Innocenti entre la Porta a Pinti et la poterne des Servi, entre 1473 et 1480 pour Bartolommeo Scala, chancelier de la République, homme de lettres, ainsi que diplomate et homme de confiance de Laurent le Magnifique.
Il fit construire une Maison de Ville (Casino) par Giuliano da Sangallo, qui resta dans la famille jusqu'en 1585 : la partie la plus ancienne, qui devrait dater de la période 1490 - 1529 et qui comprend la belle cour carrée pleine de bas-reliefs, fut cependant incorporée à la grande reconstruction du XVIe siècle qui a déterminé la configuration actuelle.
En souvenir de cette période il reste une plaque sur la façade et un blason de Bartolomeo Scala :
BARTOLOMMEO SCALA / Chancelier de la République / Illustre historique lettré / Vécut et mourut dans ce Palais / par lui, construit / et par ses descendants, vendu / en MDLXXXV / à Alexandre de Médicis / Cardinal / que fut LEON X / Duquel sa soeur Costanza l’obtint / Femme de UGO comte de la Gherardesca / en MDCV
Par voie d'héritage, au travers des trois religieuses filles de Scala, il passa en 1585 aux Médicis, en la personne du cardinal Alessandro (à l'époque archevêque de Florence et futur pape sous le nom de Léon XI) : en ces années-là ». .. elle était recouverte de peintures de Giovanni Balducci, et décorée d'une chapelle en l’honneur de Vénus pleine des belles peintures de Giovanni Stradano et de superbes ornements »  . La propriété a également été améliorée et la propriété a été agrandie par l'achat d'un terrain voisin appartenant à l'Arte della Lana.
Avec l'élection au trône papal des Médicis en 1605, la propriété passa à sa sœur Costanza, qui épousa Ugo della Gherardesca.
Pendant le Carnaval de 1616 s'y tint la première exécution d'Orfeo sore de Domenico Belli, représenté entre les deux actes de Aminta de Torquato Tasso .
La famille Della Gherardesca la garda en sa possession pendant trois siècles, l'enrichissant d'œuvres (comme la fresque de Volterrano) et la faisant agrandir, après une première intervention de Gherardo Silvani en 1632, par l'architecte Antonio Maria Ferri.
Ce dernier fut notamment responsable de la reconstruction de la façade sur Borgo Pinti et du côté sud (1713-1720), tandis qu'Alessandro Gheri était responsable de la galerie en stuc et de la décoration du hall du rez-de-chaussée, avec des fresques représentant des épisodes de l'histoire de la Della Gherardesca par Giovanni Domenico Ferretti, Mauro Soderini et Vincenzo Meucci.
Même à l'intérieur du palais, les changements ont été constants, à tel point que seule la cour a été conservée de la structure d'origine, mais a également été modifiée dans la décoration pour l'adapter aux nouveaux goûts.
Lors des bouleversements de la période de Florence Capitale, l'ensemble est touché par la démolition des remparts en 1869 et la création des avenues.
A cette époque, une entrée monumentale du jardin a été construite sur Viale Matteotti, qui a été prise en charge par l'architecte de la restauration Giuseppe Poggi .
En 1882 la propriété fut vendue à l'ex-kedivé d'Égypte Ismail Pacha, qui la revendit cependant peu après pour n'avoir pas reçu l'autorisation d'y installer son harem. Il passa ensuite à la Société italienne des chemins de fer du Sud puis, en 1940, à la Société métallurgique italienne .
Le complexe a subi une importante restauration en 1940-42, promue par la Société métallurgique elle-même et dirigée par le jeune architecte Piero Sanpaolesi et le vieil ingénieur Raffaello Brizzi . Le bâtiment a subi une nouvelle restauration radicale à l'occasion de la création d'une chaîne hôtelière cinq étoiles Four Seasons, ouverte en juin 2008 et figure désormais dans la liste dressée en 1901 par la Direction générale des antiquités et des beaux-arts, comme un édifice monumental à considérer comme patrimoine artistique national.

## Description
L'édifice était l'un des prototypes de ce qu'on appelle les  casini di delizie , c'est-à-dire ces maisons de ville semblables à des villas entourées de grands parcs et jardins, si à la mode vers le XVIIIe siècle.
Actuellement, la propriété se présente sous la forme prise à la fin d'un chantier de construction complexe visant à transformer le bâtiment avec ses annexes en un hôtel, basé sur un projet développé par Roberto Magris et ensuite suivi par l'architecte Andrea Noferi .
La façade principale est organisée sur trois étages pour sept axes avec des rangs de cordes ; le portail central est couronné d'une petite terrasse à son tour surmontée de la porte-fenêtre de l'étage noble, qualifiée d'un tympan semi-circulaire brisé dans lequel est inséré un écu couronné aux armes de Della Gherardesca (commencé : au 1er or, à la moitié aigle en noir couronné du champ, sortant de la cloison ; au 2e tronqué en rouge et argent). En ce qui concerne le portail, la documentation archivistique permet de le dater de 1716 - 1717 et de l'attribuer à Giovanni Battista Foggini, qui serait intervenu sur la conception précédente d' Antonio Ferri, en le renouvelant. Sur la partie gauche de la façade se trouvent les armoiries de la famille Scala (en or, à l'échelle de trois échelons bleus, placés en bande), ainsi qu'un souvenir qui rappelle les principaux propriétaires de l'édifice.
La façade donnant sur le jardin est divisée en deux avant-corps étroits reliés par un corps de trois étages, les deux inférieurs s'ouvrant sur des arcs sur piliers.
La grande cour carrée remonte à l'époque de Bartolomeo Scala et Giuliano da Sangallo, conçue pour tirer le meilleur parti de la lumière naturelle, avec des arcs en plein cintre sur piliers le long desquels s'élèvent des pilastres jusqu'à l'étage supérieur, où se succèdent une série de doubles fenêtres rectangulaires (vraies et peint). La solution déjà originale s'est enrichie au fil des siècles d'un extraordinaire cycle décoratif composé de peintures (angelots sur les arcades et grotesques dans le registre supérieur) et de bas-reliefs (la série de douze grands bas-reliefs en stuc à sujets surannés, attribués à Giuliano da Sangallo) dont ils créent une frise décorative entre la ligne du sol et le cordon des rebords des fenêtres du premier étage. La loggia qui l'entoure est coiffée d'une voûte en berceau avec une étonnante décoration lacunaire polychrome, inspirée de l'antique domus romaine . Aujourd'hui, il est couvert d'une lucarne du XIXe siècle, œuvre de Piero Sanpaolesi, qui conserve au mieux ses œuvres artistiques.
Elle surplombe la Chapelle du Cardinal, de plan carré avec accès par la cour, décorée de fresques de style maniériste tardif de Giovanni Balducci .
La fresque de Volterrano dans une petite pièce, représentant l'aveuglement de l'esprit humain illuminé par la Vérité datée de 1666.

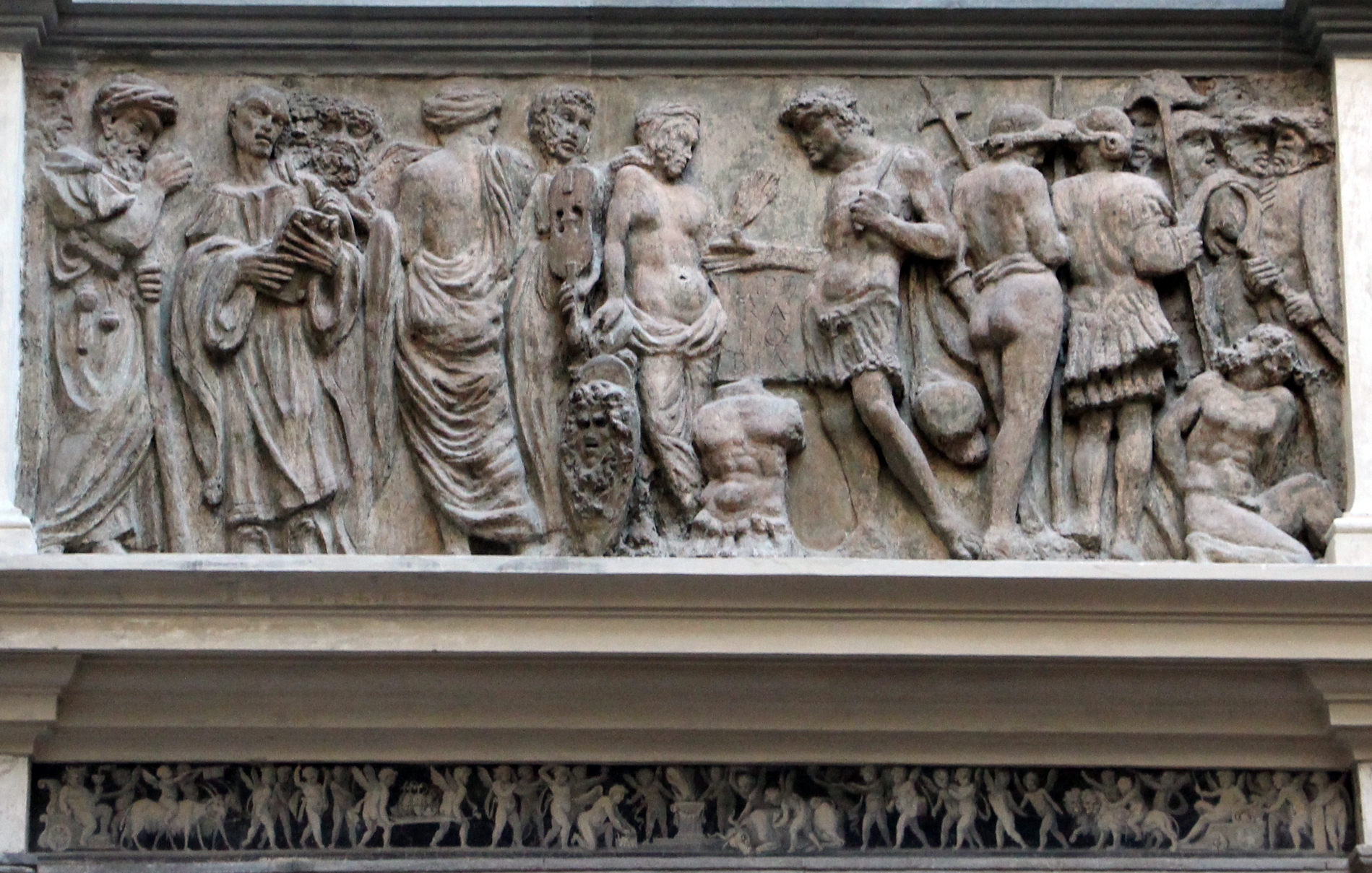
Bas-reliefs de Giuliano da Sangallo dans la cour intérieure du Palazzo Della Gherardesca.
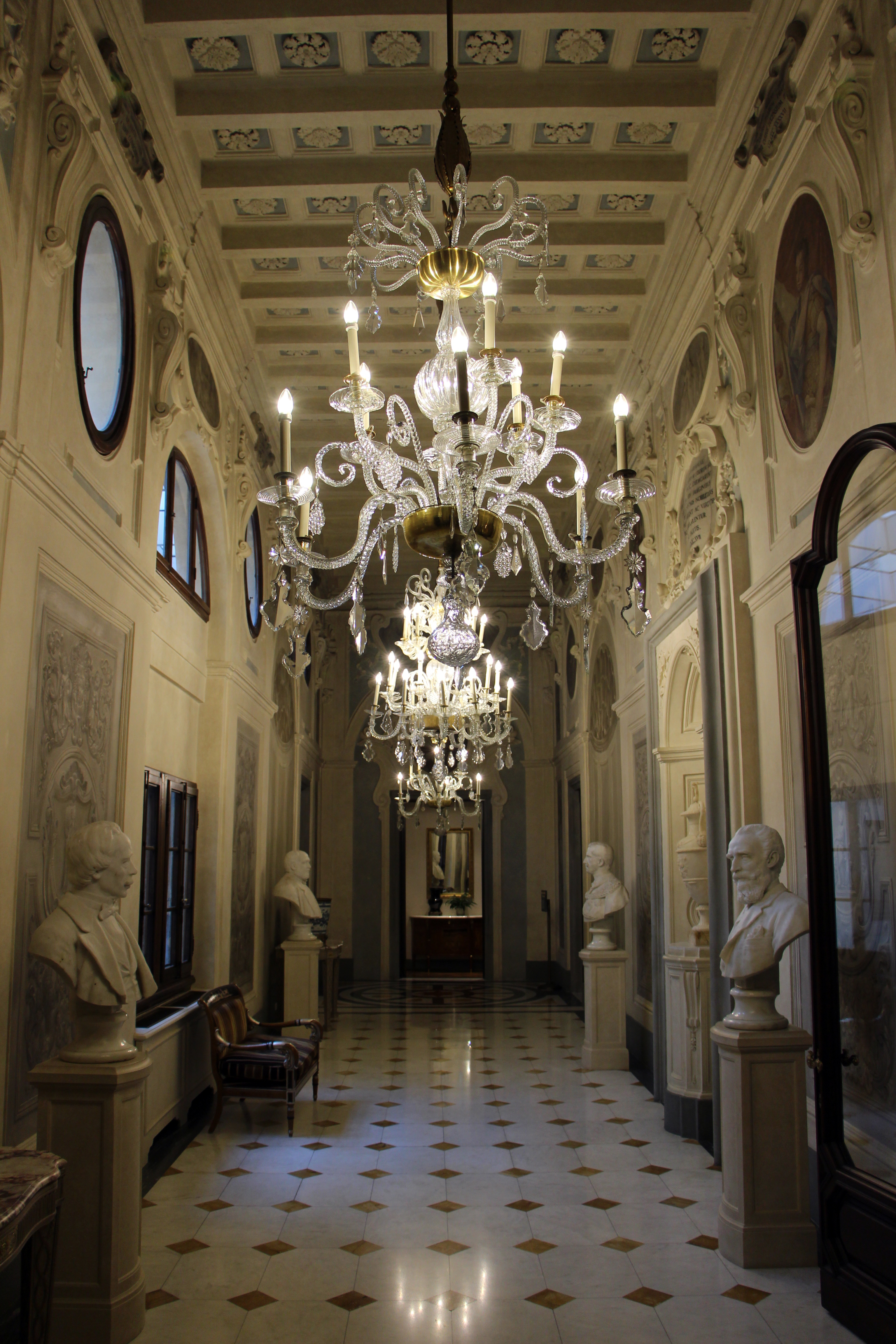
Couloir du premier étage.
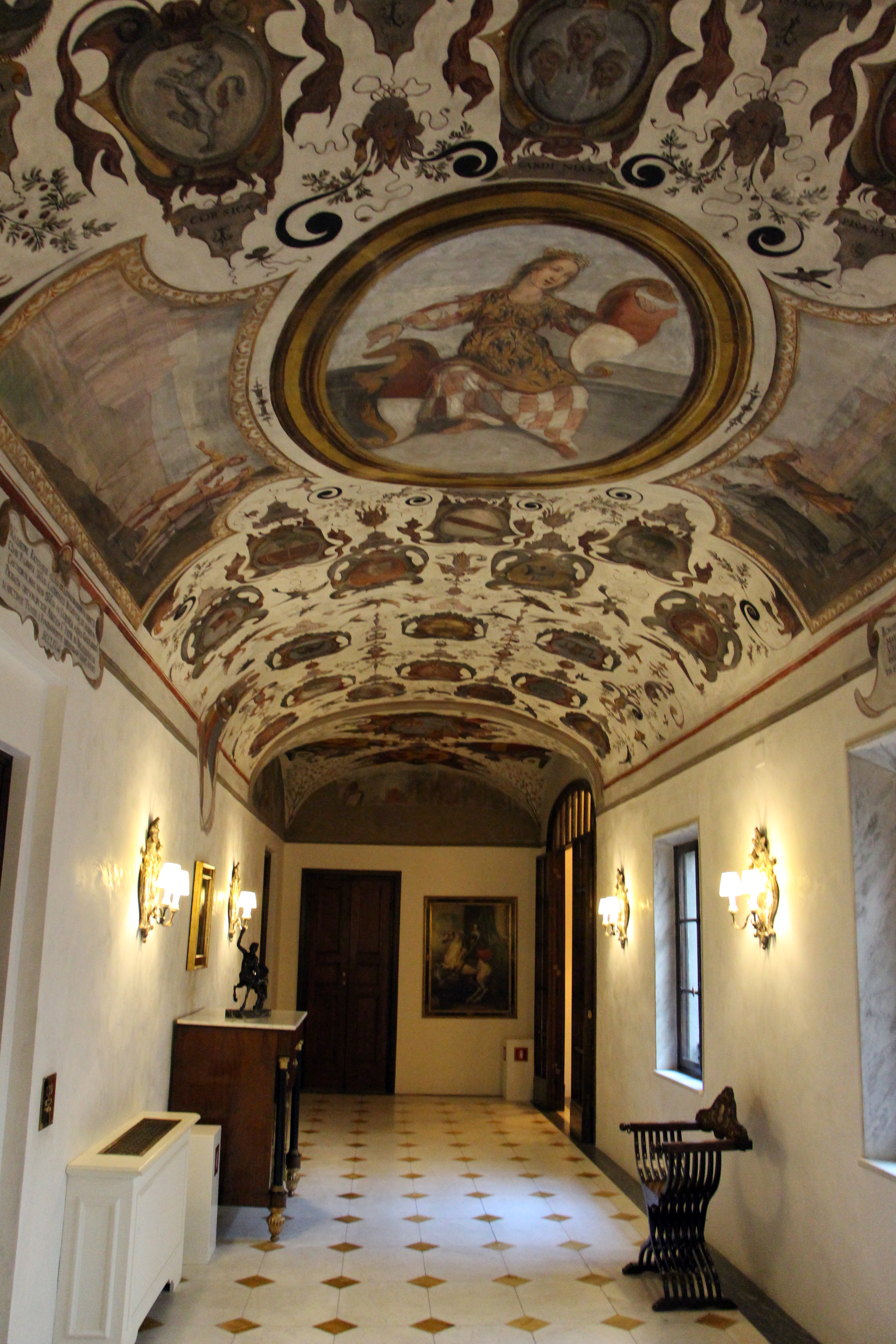
Couloir avec les armoiries de la famille de la Gherardesca, Palazzo della Gherardesca.